# استقبال ويكيليكس
لقد حظي موقع الويب ويكيليكس الذي فضح الكثير من الأسرار والمخالفات بالثناء والإشادة، كما واجه انتقادات كذلك. وقد حازت تلك المنظمة على العديد من الجوائز، بما في ذلك جائزة الإعلام الجديد من مجلة ذا إيكونومست في عام 2008 في دليل جوائز الرقابة وجائزة الإعلام في المملكة المتحدة من منظمة العفو الدولية في عام 2009. وفي عام 2010، رصدت صحيفة ديلي نيوز التي تصدر في نيويورك موقع ويكيليكس على أنه الأول بين مواقع الويب «التي تمكنت من تغيير وجه الأخبار بشكل تام»، كما حصل جوليان أسانج على جائزة سام آدامز وتم اختياره ليكون الخيار الأفضل للقارئ في مسابقة أفضل شخصية في العام حسب اختيار مجلة التايم في عام 2010. وقد ذكر مكتب مفوض المعلومات في المملكة المتحدة ما يلي «يعد موقع ويكيليكس جزءًا من المواطنين المستخدمين للإنترنت ممن يمتلكون القدرة والقوة». وفي أول أيامه، جذب التماس عبر الإنترنت قدمه الموقع ويدعو إلى إيقاف التهديد لموقع ويكيليكس خارج النطاق القضائي ما يزيد على ستمائة ألف توقيع. وقد أثنى أنصار موقع ويكيليكس في مجال وسائل الإعلام وفي الأوساط الأكاديمية عليه بسبب كشفه عن أسرار الشركات والدول، مما يؤدي إلى زيادة مستوى الشفافية ودعم حريات الصحافة، وتحسين الخطاب الديمقراطي مع مواجهة المؤسسات التي تمتلك القوة.
وفي نفس الوقت، وجه العديد من مسئولي الحكومة الأمريكية الانتقادات إلى موقع ويكيليكس بسبب الكشف عن معلومات سرية مدعين أن تلك التسريبات تضر الأمن القومي الأمريكي وتعرض الدبلوماسية الدولية للخطر. ومن وجهة نظر المؤسسة الأمنية للولايات المتحدة، فإن الأمر المثير للقلق ليس فقط نشر المعلومات الحساسة، ولكن كذلك عدم القدرة على اكتشاف الهوية الذي توفره شبكة الإنترنت، على مستوى أكثر عمقًا. وقد طالبت العديد من منظمات حقوق الإنسان فيما يتعلق بالإصدارات السابقة للوثائق أن يقوم موقع ويكيليكس بإعادة صياغة أسماء المدنيين العاملين مع القوى الدولية، من أجل الحد من التداعيات. وبالمثل، انتقد بعض الصحفيين الافتقار المتصور إلى التمييز التحريري عند إصدار آلاف الوثائق في نفس اللحظة بدون تقديم التحليل الكافي. وردًا على بعض ردود الأفعال السلبية، عبرت المفوضة السامية لحقوق الإنسان التابعة للأمم المتحدة عن قلقها حيال «حرب الإنترنت» المثارة ضد ويكيليكس، وفي بيان مشترك مع منظمة البلدان الأمريكية، دعا المقرر الخاص للأمم المتحدة الدول وغيرها من المساهمين الآخرين إلى استمرار وضع الممارسات القانونية الدولية في الاعتبار.

## الدعم
في يوليو من عام 2010، نشر رئيس قدامى المحاربين من أجل السلام مايك فيرنر في افتتاحيته في موقع ويب المجموعة ما يلي «لا يجب مقاضاة ويكيليكس ولا الجندي أو الجنود الذي شاركوا في الكشف عن الوثائق بسبب الكشف عن تلك المعلومات. بل يجب أن نمنحهم الأوسمة مقابل ذلك.»
وفي افتتاحيته لشهر أغسطس في عام 2010 في جريدة جرين ليفت (Green Left) الأسترالية تحت عنوان «يجب الدفاع عن موقع ويكيليكس» (Wikileaks must be defended). وفي هذا المقال، كتب جون بيلجر إن ويكيليكس يمثل مصالح «المحاسبة العامة»، كما أنه يمثل شكلاً جديدًا من أشكال الصحافة لا يتفق مع «الشكل المسيطر... المخصص فقط لتسجيل ما تمليه عليه السلطات الساخرة والخبيثة».
وقد اشتهر دانيال إلسبيرج، وهو الرجل الذي كشف عن وثائق البنتاجون في عام 1971، بدفاعه الدائم عن ويكيليكس. وبعد الكشف عن البرقيات الدبلوماسية الأمريكية في نوفمبر من عام 2010، رفض إلسبيرج الانتقادات التي تقول إن الموقع يهدد حياة العسكريين الأمريكيين وأصول الاستخبارات الأمريكية قائلاً «لم يتعرض جندي ولا مبلغ واحد عن المعلومات للخطر بسبب أي من عمليات الكشف عن المعلومات التي قامت بها ويكيليكس. لقد كان هذا الخطر مبالغًا فيه إلى حد كبير.» وقد أضاف إلسبيرج قائلاً إن ادعاءات الحكومة بخلاف ذلك كانت «مجرد كلام تصدره الحكومة في كل مرة يحدث فيها تسريب من أي نوع.» وبعد إصدار وثائق البرقيات الدبلوماسية الأمريكية، والتي سعت العديد من التقارير الإعلامية إلى التمييز بينها وبين ما قام إلسبيرج بنشره، قال إلسبيرج «كل هجوم موجه الآن ضد ويكيليكس وضد جوليان أسان كان قد تم توجيهه ضدي ولنشري لوثائق البنتاجون عندما قمت بذلك.»
في الثالث من ديسمبر عام 2010، تحدث عضو الكونغرس وعضو الحزب الجمهوري رون باول أمام الجمهور أثناء لقاء في قناة فوكس بيزنيس دعمًا لمؤسس ويكيليكس جوليان أسان قائلاً «في مجتمع حر، يفترض أن نعلم الحقيقة. في مجتمع تصبح فيه الحقيقة خيانة، نكون في مشكلة ضخمة». كما أضاف بول قائلاً «لماذا لم نقم بمقاضاة ذا نيويورك تايمز أو أي شخص يقوم بنشر تلك المعلومات؟» وفي خطاب آخر له أمام مجلس النواب الأمريكي، دافع باول مرة أخرى عن ويكيليكس ضد النقد الموجه إليها بسبب الكشف عن الحقيقة، وحذر الإدارة الأمريكية من أن «الكذب ليس أمرًا وطنيًا».
كما امتدح زميله عضو الكونجرس الجمهوري كوني ماك الرابع من فلوريدا كذلك ويكيليكس، حيث قال إن الأمريكيين لهم الحق في معرفة المحتويات الواردة في الوثائق المسربة، «بغض النظر عن طريقة الحصول على تلك المعلومات».
وقد عبر أكبر محترفي الإعلام من الشخصيات رفيعة المستوى في أستراليا عن دعمهم لويكيليكس في خطاب أرسل إلى رئيس الوزراء الأسترالي جوليا جيلارد. وقد تم إعداد الخطاب من جانب مؤسسة والكلي فاونديشن (Walkley Foundation)، التي تقدم جوائز والكلي السنوية للتميز في مجال الصحافة. وقد تم التوقيع على الخطاب من قبل «الأعضاء العشرة لمجلس والكلي الاستشاري بالإضافة إلى محرري أكبر الصحف ومواقع الويب الإخبارية الأسترالية ومخرجي الأخبار لشبكات التلفزيون التجارية الثلاثة في الدولة واثنين من المذيعين العامين».

وقد تم تلخيص موقفهم (المستخلص من الخطاب) كما يلي: 
"في الحقيقة، فإن ويكيليكس، التي تعد منظمة تهدف إلى الكشف عن الأسرار الرسمية، تقوم بعمل ما يقوم الإعلام دائمًا بعمله: من خلال تسليط الأضواء على المواد التي تفضل أن تبقيها الحكومات في طي الكتمان.

وتتمثل مسئولية الإعلام في الإعلان عن هذه المواد إذا وصلت إلى أيدي القائمين عليه. وتعد محاولة إغلاق منظمة ويكيليكس بالعنف والتهديد بمقاضاة أولئك الذين يقومون بنشر التسريبات الرسمية والضغط على الشركات للتوقف على ممارسة الأعمال التجارية مع ويكيليكس تهديدًا خطيرًا للديمقراطية، التي تعتمد على الصحافة الحرة التي لا تخشى شيئًا."
وبعد تسريب وثائق البرقيات الدبلوماسية الخاصة بالولايات المتحدة في نوفمبر من عام 2010، رأت مجلة ذا أتلانتيك (The Atlantic)، في افتتاحية العاملين في المجلة، أن «ويكيليكس تعد طريقة جديدة قوية للمحررين والمدافعين عن حقوق الإنسان للاستفادة من أنظمة تقنيات المعلومات العالمية لكسر نقاب السرية الشديد المفروض على الحكومات والشركات من خلال السرية التي غالبًا ما تخنق الصحافة الأمريكية.»
واعتبرت أن توجيه تهديدات قانونية ومادية ضد متطوعي ويكيليكس «أمر مخجل»، كما استمرت المجلة في القول بأنه «لم يتم منذ أن وجه الرئيس ريتشارد نيكسون تابعيه بمتابعة مسرب وثائق البنتاجون دانيل إلسبيرج ومحرر نيويورك تايمز نايل شيهان... أن تعرض صحفي عامل ومصدره لهذا النوع من التهديد والتخويف الرسمي الذي تعرض له أسانج ومانينغ من خلال أعضاء على أعلى المستويات في إدارة أوباما.»
وفي الرابع من ديسمبر عام 2010، أدانت منظمة مراسلون بلا حدود «العوائق والهجمات الإلكترونية والضغط السياسي» الذي تتعرض له منظمة ويكيليكس. كما تهتم المنظمة كذلك بمجموعة من التعليقات المتطرفة التي تدلي بها السلطات الأمريكية فيما يتعلق بوكيليكس ومؤسسها جوليان أسانج.
وفي الحادي والعشرين من ديسمبر، أعلنت المنظمة أنها سوف تستضيف موقع ويب منسوخًا تابعًا لوثائق البرقيات الدبلوماسية الأمريكية التي يتم نشرها من قبل منظمة ويكيليكس.
وفي مقال تحت عنوان «فقط ويكيليكس يمكنها أن تنقذ السياسة الأمريكية» (Only WikiLeaks can save US policy) ونشر في مجلة ذا دبلومات (The Diplomat) للشئون الخارجية والتي تصدر على الإنترنت، قال خبير مكافحة الإرهاب السابق الذي عمل لفترة طويلة في وكالة الاستخبارات المركزية مايكل شوير إن مصدر الاهتمام فيما تكشفه منظمة ويكيليكس يكمن في الخيانة المتأصلة في إدارات الولايات المتحدة الأخيرة. فقد كتب شوير قائلاً «في السنوات الأخرى، اضطر الشعب الأمريكي إلى سماع كذب قادته بشكل مستمر»، حيث كان يشير إلى الفترات الرئاسية لكل من بيل كلنتون وجورج دبليو بوش وباراك أوباما.
وقد نشر إيفان هافز، وهو رئيس تحرير موقع wired.com، دعمه لمنظمة ويكيليكس في مقالة افتتاحية نشرت عبر الإنترنت تحت عنوان «لماذا تعد منظمة ويكيليكس جيدة لأمريكا» (Why WikiLeaks is Good for America).
وعلى الرغم من العلاقة النزاعية في أغلب الأحوال بين موقع Wired وويكيليكس، حيث تم اتهام موقع Wired من قبل ويكيليكس بالتواطؤ في تحديد موقع برادلي مانينغ واعتقاله، إلا أن هافز قال إن «ويكيليكس ترمي إلى تطوير ديمقراطيتنا، وليس إلى إضعافها».
وقد أضاف كذلك قائلاً «إن التهديد الأكبر الذي نواجهه الآن من ويكيليكس ليس في المعلومات التي قامت بتسريبها في الماضي والتي يمكن أن تقوم بتسريبها في المستقبل، ولكن في الاستجابة ورد الفعل المتناميين تجاهها في الولايات المتحدة، واللذين يهدفان إلى التنصل من سيادة القانون وتقاليدنا القائمة على حرية التعبير، إذا ما تركت دون رادع.»

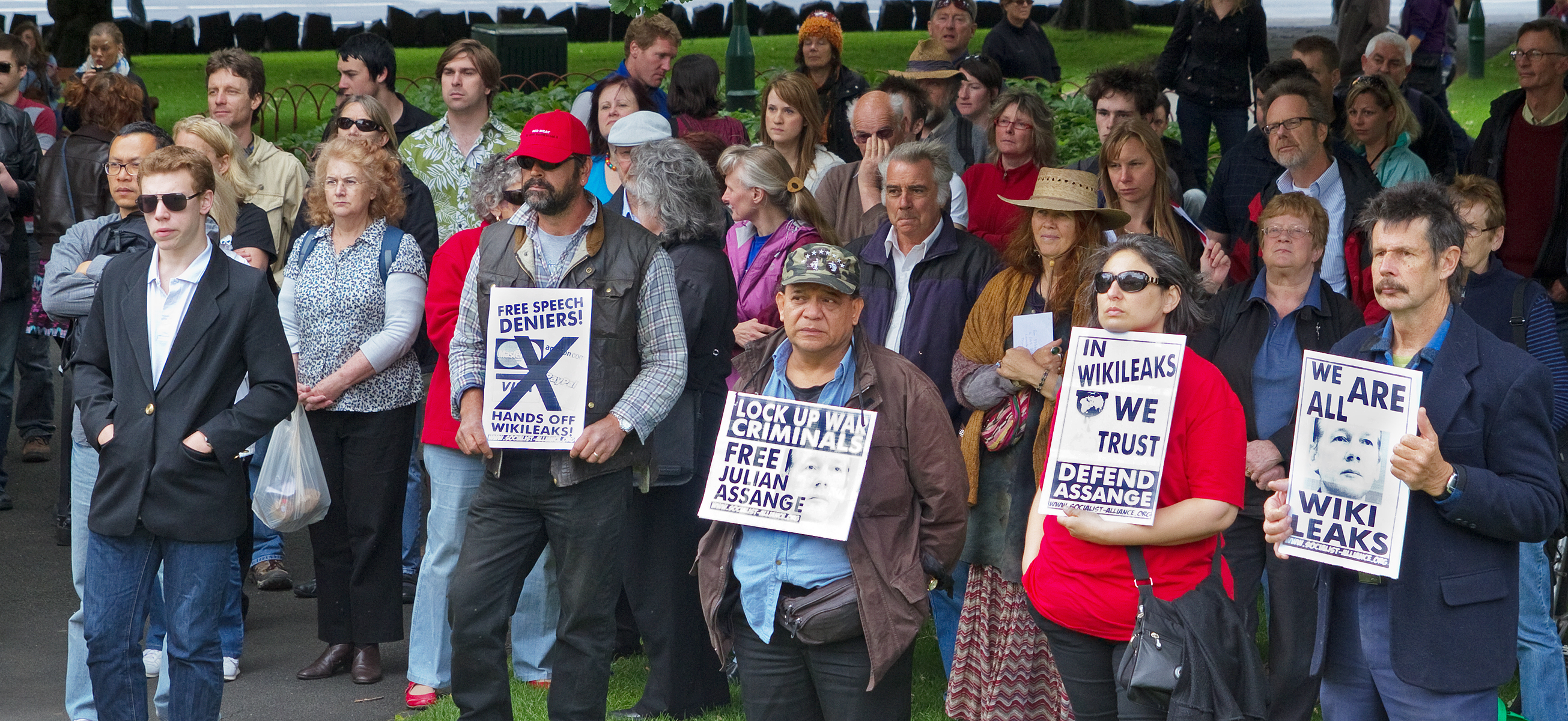
مسيرة في ديسمبر من عام 2010 في أستراليا للاحتجاج على طريقة تعامل الحكومة الأسترالية مع جوليان أسانج

وقد ذكرت صحيفة نيويورك تايمز أنه قد ظهر أكثر من 200 موقع منسوخ وتابع بعد أن قامت شركات الاستضافة بقطع خدماتها عن الشركة.
وفي الخامس من ديسمبر، دعت مجموعة من النشطاء والقراصنة تطلق على نفسها اسم «أنونيموس» المناصرين إلى مهاجمة مواقع الشركات التي تعارض منظمة ويكيليكس كجزء من عملية الانتقام لأسانج.
وقد تم استهداف موقع PayPal بعد قرارهم المتعلق بإيقاف التعامل مع التبرعات الموجهة إلى ويكيليكس.
وقد قال جريج هاوش، الذي عمل من قبل في مشروعات أخرى مع مجموعة أنونيموس، إنه لاحظ وجود محاولة منظمة لمهاجمة الشركات التي لم تقف إلى جانب ويكيليكس.
وفي إشارة إلى الدعم الموجه إلى ويكيليكس، قال السيد هاوش "
إن السبب بسيط بشكل مدهش، فكلنا نرى أن المعلومات يجب أن تكون حرة، كما يجب أن تكون شبكة الإنترنت حرة."
وفي الثامن من ديسمبر عام 2010، تعرض موقع ويب PayPal لهجمة حرمان من الخدمات قامت بها مجموعة أنونيموس.
وفي وقت لاحق من نفس ذلك اليوم، أعلن موقع PayPal في مدونته إنهم سوف يقومون بتحرير كل الأموال المتبقية في الحساب للمؤسسة التي كانت تقوم بتجميع الأموال من أجل منظمة ويكيليكس.
وفي نفس ذلك اليوم، تمت مهاجمة مواقع الويب الخاصة بفيزا وماستركارد على يد داعمي منظمة ويكيليكس.
وبحلول هذا الوقت، كان هناك أكثر من 1200 موقع نسخ تابع قد تم إعدادها لاستضافة المحتويات التي لم يكن بالإمكان الوصول إليها على موقع WikiLeaks.com. كما أصدرت مجموعة أنونيموس كذلك بيانًا حديثًا، كان مفاده «رغم إننا لا توجد علاقة كبيرة بيننا وبين منظمة ويكيليكس، إلا أننا نصارع من أجل نفس الأهداف. فنحن نريد الشفافية، كما أننا نعارض الرقابة... ولهذا السبب فإننا ننوي استخدام الموارد المتاحة لدينا لزيادة الوعي بأولئك الذين يساعدون على قيادة عالمنا نحو الحرية والديمقراطية ومهاجمة أولئك الذين يعارضونهم، بل ودعم من يدعمونهم.»
وفي ديسمبر من عام 2010، أعلنت جمعية الإنترنت (Internet Society) أنه رغم الاهتمام الدولي بالمحتويات التي تعرضها ويكيليكس، "إلا أننا نرى أنها يجب أن تخضع لنفس قوانين وسياسات الإتاحة مثلها في ذلك مثل باقي مواقع الإنترنت" وإنه "يجب ألا تتم إعاقة حرية التعبير من خلال الضوابط الحكومية أو الخاصة على أجهزة أو برامج الكمبيوتر أو البنية التحتية للاتصالات أو غير ذلك من المكونات الضرورية للإنترنت". كما دعت جمعية الإنترنت كذلك لاتخاذ إجراء مناسب من أجل "تتبع ومقاضاة أي كيانات تعمل على إسقاط موقع [WikiLeaks] على الإنترنت (إن وجدت مثل تلك الكيانات) نظرًا لأن قمع الاتصالات يمكن أن يخدم، بكل بساطة، أهداف "تقويض نزاهة شبكة الإنترنت العالمية وتشغيلها".
وفي الثامن من ديسمبر من عام 2010، قامت منظمة آفاز (Avaaz) المدنية بنشر التماس لدعم ويكيليكس، تم التوقيع عليه من خلال أكثر من 250 ألف شخص في أول ساعات لظهوره، وقد وصل إجمالي الموقعين عليه إلى 600 ألف شخص بحلول الخامس عشر من ديسمبر عام 2010.
وفي بدايات شهر ديسمبر من عام 2010، قدم نعوم تشومسكي دعمه للمعترضين في مختلف أرجاء أستراليا والذين كانوا يخططون للنزول إلى الشارع للدفاع عن ويكيليكس.
وفي مقابلة لبرنامج الديمقراطية الآن! (Democracy Now!) الإخباري، انتقد تشومسكي طريقة رد الحكومة، قائلاً «ربما يكون أكثر الأشياء دراماتيكية تم الكشف عنها... هو الكراهية الشديدة للديمقراطية والتي أظهرتها حكومة الولايات المتحدة - من خلال هيلاري كلينتون وآخرين - وكذلك من خلال العاملين في السلك الدبلوماسي.»
وفي الأول من فبراير من عام 2011، رشح السياسي والموسيقي النرويجي سنور فالين ويكيليكس للحصول على جائزة نوبل للسلام. ويرى كريستيان هاربسفايكن، وهو مدير معهد أبحاث السلام في أوسلو كما أنه خبير في أمور تلك الجائزة، أن الموقع لا يعد مرشحًا جيدًا للحصول على الجائزة بسبب النقد الشديد الموجه له.

### الثناء الصادر عن الحكومات
البرازيل: عبر الرئيس لويز إيناسيو لولا دا سيلفا عن «تضامنه» جوليان أسانج بعد اعتقال أسانج في عام 2010 في المملكة المتحدة. وقد أضاف لولا في خضم تعليقه على كشف ويكيليكس عن وثائق البرقيات الدبلوماسية الأمريكية السرية في نوفمبر من عام 2010 أن ويكيليكس قامت «بالكشف عن دبلوماسية ظهر أنها بعيدة المنال».
كما انتقد كذلك اعتقال جوليان أسانج معتبرًا ذلك بمثابة «الهجوم على حرية التعبير».
 الإكوادور: وفي أواخر نوفمبر من عام 2010، قدم مندوبًا عن حكومة الإكوادور ما كان يبدو على أنه عرض بدون طلب إلى جوليان أسانج من أجل الإقامة في الإكوادور. وقد قال نائب وزير الخارجية كينتو لوكاس «سوف ندعوه للحضور إلى الإكوادور لكي يتمكن من عرض كل المعلومات والوثائق التي يمتلكها بكل حرية، ليس فقط على الإنترنت، ولكن كذلك من خلال المنتديات العامة المتنوعة.»
كما قام لوكاس كذلك بتوجيه الثناء إلى منظمة ويكيليكس وأسانج حيث قال عنهم إنهم «[أشخاص] يستمرون في البحث عن الحقائق ويحاولون الحصول على بصيص أمل من الزوايا المظلمة لمعلومات [الدول].»
ومع ذلك، في اليوم التالي، نأى الرئيس رافائيل كوريا بإدارته عن هذا العرض قائلاً إن لوكاس كان يتحدث نيابة عن نفسه وليس نيابة عن الحكومة. وبعد ذلك، انتقد كوريا أسانج بسبب «انتهاك قوانين الولايات المتحدة وتسريب هذا النوع من المعلومات.»
 روسيا: في شهر ديسمبر عام 2010، أصدر مكتب الرئيس الروسي ديمتري ميدفيديف بيانًا داعيًا فيه المنظمات غير الحكومية للتفكير في «ترشيح [جوليان] أسانج للفوز بجائزة نوبل». وقد تلى هذا الإعلان تعليق السفير الروسي في حلف الناتو ديمتري ريجوزين الذي قال إن اعتقال جوليان أسانج في وقت سابق بتهم سويدية أظهر أنه «لا توجد حرية للإعلام في الغرب».Harding، Luke (9 ديسمبر 2010). "Julian Assange should be awarded Nobel peace prize, suggests Russia". The Guardian. London. مؤرشف من الأصل في 2013-07-17. اطلع عليه بتاريخ 2010-12-09.</ref>
 فنزويلا: عبر هوجو تشافيز، رئيس فنزويلا، عن دعمه لمنظمة ويكيليكس بعد تسريب الوثائق الدبلوماسية الأمريكية في نوفمبر من عام 2011، والتي أظهر أن الولايات المتحدة حاولت حشد الدعم من الحكومات الإقليمية من أجل عزل فنزويلا. وفي تصريحات بثها التلفزيون، علق تشافيز قائلاً «يجب أن أتقدم إلى العاملين في ويكيليكس بالتهنئة على شجاعتهم وجرأتهم».
 الأمم المتحدة: وفي ديسمبر من عام 2010، ذكر مقرر الأمم المتحدة لحرية الرأي والتعبير فرانك لارو أنه يتفق مع فكرة أن جوليان أسانج كان «شهيدًا لحرية التعبير».
وقد قال لارو كذلك إن أسانج وغيره من موظفي ويكيليكس يجب ألا يتعرضوا للمحاسبة القانونية بسبب أي معلومات قاموا بنشرها، حيث قال «إذا كانت هناك مسئولية تتعلق بتسريب المعلومات، فإنها تكون مسئولية حصرية على الشخص الذي قام بالتسريب، وليس على وسائل الإعلام التي تقوم بنشر المعلومات المسربة. وتلك هي الطريقة التي تعمل بها الشفافية، والتي تمت من خلالها مكافحة الفساد في العديد من الحالات.»
وبعد ذلك، عبر المفوض السامي لحقوق الإنسان، نافي بيلاي، عن قلقه إزاء ما نما إلى علمه بأن الشركات الخاصة تتعرض للضغوط من الدول من أجل قطع علاقاتها مع منظمة ويكيليكس.

### الجوائز
في عام 2008، قدمت منظمة مؤشر على الرقابة (Index on Censorship) لمنظمة ويكيليكس جائزة وسائل الإعلام الاقتصادية الجديدة في إصدارها الأول.
وفي عام 2009، منحت منظمة العفو الدولية لمنظمة ويكيليكس جائزتها الإعلامية نظير «الكشف عن المزيد من عمليات القتل والاختفاء القضائية الإضافية» في كينيا.
وفي عام 2011، منحت مؤسسة والكلي للصحافة جائزة «أكبر مساهمة في الصحافة» من منظمة والكلي لمنظمة ويكيليكس.

## الانتقادات
تعرضت منظمة ويكيليكس للانتقاد من مجموعة من المصادر.
في عام 2007، ترك جون يونج، وهو مدير موقع كريبتوم (Cryptome)، منصبه في مجلس إدارة منظمة ويكيليكس، حيث اتهم المجموعة بأنها «قناة من قنوات وكالة المخابرات المركزية». وقد تراجع يونج بعد ذلك عن هذا الاتهام، إلا أنه استمر في انتقاد الموقع.
وفي مقابلة أجراها عام 2010 مع CNET.com، اتهم يونج المجموعة بنقص الشفافية فيما يتعلق بجمع الأموال والإدارة المالية. كما أضاف أنه يرى أن منظمة ويكيليكس لا تستطيع أن تضمن السرية أو الخصوصية التي يطلبها المبلغون عن السلوكيات المشينة، وأنه «لا يمكنه الوثوق بهم ومنحهم أي معلومات يمكن أن تكون ذات قيمة، أو إذا كانت هذه المعلومات تعرضني أنا أو تعرض من أهتم لأموره للخطر.»
ومن خلال الاستشهاد بتسريب الطقوس الخاصة بنادي طالبات ألفا سيجما تاو (Alpha Sigma Tau)، فقد رأى ستيفن أفترجود أن منظمة ويكيليكس «لا تحترم سيادة القانون كما أنها لا تحترم حقوق الأفراد.»
كما أضاف أفترجود كذلك أن ويكيليكس تشارك في الكشف غير المقيد عن الأسرار غير الحكومية بدون أسباب سياسية عامة ملزمة لذلك، وأن العديد من الناشطين في مجال مكافحة الفساد يعارضون أنشطة الموقع.
وفي عام 2010، انضمت منظمة العفو الدولية إلى العديد من مجموعات حقوق الإنسان الأخرى فيما يتعلق بتوجيه طلب إلى منظمة ويكيليكس بشطب أسماء المدنيين الأفغان الذين يعملون كمخبرين للجيش الأمريكي من الملفات التي قامت المنظمة بالكشف عنها، من أجل حمايتهم ضد تداعيات هذا الأمر. وقد رد جوليان أسانج على هذا الطلب بتقديم الفرصة لمنظمة العفو الدولية للمساعدة في عملية تدقيق الوثائق التي تتسم بالملل. وعندما بدا أن منظمة العفو الدولية تعبر عن تحفظاتها فيما يتعلق بقبول العرض، ذكر أسانج أنه «ليس لديه الوقت للتعامل مع الأشخاص الذين يفضلون ألا يقوموا بأي شيء بخلاف تغطية مؤخراتهم.»
وقد ذكرت المجموعات الأخرى التي انضمت إلى منظمة العفو الدولية فيما يتعلق بانتقاد منظمة ويكيليكس بعد ذلك أنها، رغم عدم رضاها عن مسألة شطب أسماء المدنيين، إلا أنها تقدر العمل الذي قامت به ويكيليكس بصفة عامة.
وفي خطاب مفتوح أرسلته منظمة مراسلون بلا حدود غير الحكومية في أغسطس من عام 2010، امتدحت المنظمة الدور الإيجابي لويكيليكس في الماضي فيما يتعلق بالكشف عن «الانتهاكات الخطيرة لحقوق الإنسان والحريات المدنية»، إلا أنها انتقدت المجموعة بسبب الغياب الواضح للسيطرة التحريرية، حيث قالت «إن نشر 92 ألف تقرير سري مرة واحدة بدون تمييز يعكس وجود مشكلة حقيقية في المنهجية، وبالتالي، في المصداقية. ويشتمل العمل الصحفي على اختيار المعلومات. والحجة التي تستخدمها المنظمة للدفاع عن نفسها في هذا الإطار بأنها ليست مكونة من صحفيين غير مقنعة.»
وبالتالي، فقد أوضحت المجموعة بيانها في إطار النقد لإجراء تسريب ويكيليكس وليس المنظمة ذاتها، حيث قالت «إننا نؤكد دعمنا لمنظمة ويكيليكس وعملها ومبادئها التأسيسية.»
في الثلاثين من نوفمبر عام 2010، دعا مستشار الحكومة الكندية السابق توم فلاناجان، عندما حل ضيفًا على برنامج «السلطة والسياسة» (Power & Politics) التلفازي الذي تعرضه شركة البث الكندية (CBC) إلى قتل جوليان أسانج. فقال فلاناجان «أعتقد أنه يجب أن يتم اغتيال أسانج»، قبل أن يقول لمضيفه إيفان سولومون «إني أشعر بمشاعر رجولية قوية للغاية اليوم». إلا أن فلاناجان تراجع بعد ذلك عن دعوته لاغتيال أسانج مع التأكيد على معارضته لمنظمة ويكيليكس.
وقد شجب ديمتري سوداس الناطق باسم رئيس الوزراء ستيفن هاربر تعليقات فلاناجان، وقال إن ملاحظات العالم الإستراتيجي في حزب المحافظين السابق «ببساطة، غير مقبولة».
وقد قال رالف جودال، نائب قائد حزب الأحرار في مجلس العموم، عن تعليقات فلاناجان «إنها ضد الميثاق الكندي للحقوق والحريات بكل وضوح.»
وقد انتقد المحقق الصحفي الروسي أندراي سولداتوف منظمة ويكيليكس بسبب الكشف عن الوثائق «بدون فحص الحقائق، وبدون وضعها في سياقها، وبدون تحليلها». ويرى سولداتوف أن ويكيليكس «تملأ الفراغ» الذي نجم عن انهيار التحقيقات الصحفية ببديل يعتمد على الإثارة، في حين أن الدعم الصحفي لويكيليكس يعتمد على الغضب بسبب ضعف مستوى التمويل والموارد لتقارير التحقيقات.

### الانتقادات الموجهة من قبل الحكومات
قامت أغلب الحكومات والمنظمات التي قامت منظمة ويكيليكس بتسريب ملفاتها بتوجيه انتقاداتها إلى المنظمة.
- أستراليا: في الثاني من ديسمبر عام 2010، قامت رئيس الوزراء جوليا جيلارد بإصدار بيان مفاده أنها «تشجب بشكل مطلق» تصرفات منظمة ويكيليكس وأن إصدار المعلومات على الموقع هو أمر «غير مسؤول على الإطلاق» كما أنه «غير شرعي».[44]

ويعد مؤسس منظمة ويكيليكس جوليان أسانج مواطنًا أستراليًا1، وقد رد على بيان رئيسة وزراء دولته باتهامها بأنها قد خانته كونه مواطنًا أستراليًا.
ومع ذلك، في الثامن من ديسمبر 2010، وبعد أن نشرت منظمة ويكيليكيس وثائق البرقيات الدبلوماسية الأمريكية التي قال فيها دبلوماسيو الولايات المتحدة عنه إنه «الراغب في السيطرة»، قال رئيس الوزراء الأسترالي السابق ووزير الخارجية (استقال الآن) كيفين رود أن تسريب البرقيات الأمريكية السرية يثير الاستفسارات حول أمن الولايات المتحدة. وقد قال رود «تذهب المسئولية الرئيسية، وبالتالي المسئولية القانونية، إلى الأفراد المسئولين عن هذا التسريب المبدئي غير المصرح به.»
وفي مقال نشر في ذا أستراليان (The Australian)، قال أسانج إن «المحامي العام الأسترالي يبذل أقصى ما في وسعه لمساعدة تحقيق أمريكي موجه بشكل واضح إلى تلفيق تهمة إلى المواطنين الأستراليين وإرسالهم إلى الولايات المتحدة.»
ومع ذلك، قال المسئولون الأستراليون بعد ذلك إن أسانج لم يرتكب أي أمر غير مشروع.
ومنذ ذلك الحين، خرج مندوبين عن الحكومة الفيدرالية الأسترالية والمعارضة الرئيسية التي تشتمل على كريج إيميرسون وزير التجارة دعمًا لمنظمة ويكيليكس وضد بعض التصريحات العنيفة الموجهة ضدهم، قائلين «إننا نشجب بشكل مطلق التهديدات التي تم توجيهها من قبل بعض الأشخاص في الولايات المتحدة ضد جوليان أسانج.»
- فرنسا: قال وزير الصناعة الفرنسي إيريك بيسون في خطاب أرسله إلى وكالة سي جي آي أي تي (CGIET) للتقنيات إن ويكيليكس «تنتهك مبدأ سرية العلاقات الدبلوماسية وتعرض حياة الأشخاص الذين تحميهم الأسرار الدبلوماسية للخطر.» وبالتالي، يكون «من غير المقبول» أن تتم استضافة الموقع على ملقمات موجودة في فرنسا. وقد طالب الوزير بتنفيذ إجراءات لحظر موقع ويكيليكس من فرنسا.[50]
- إيران: انتقد الرئيس الإيراني محمود أحمدي نجاد ويكيليكس بعد تسريب وثائق البرقيات الدبلوماسية الأمريكية. وقد ادعى أحمدي نجاد أن تسريب وثائق البرقيات التي ترمي إلى خلق حالة من القلق لدى العرب من إيران كان تسريبًا مخططًا له من خلال الولايات المتحدة من أجل تشويه سمعة حكومته، إلا أنه لم يشر إلى ما إذا كان يعتقد أن ويكيليكس متواطئة مع الولايات المتحدة أم كانت وسيلة للتنفيذ دون قصد منها.[51]
- ليبيا: وقد وجه معمر القذافي اللوم إلى منظمة ويكيليكس فيما يتعلق بالثورة التونسية قائلاً «لا تنخدعوا بويكيليكس التي تنشر معلومات يكتبها سفراء كاذبون من أجل خلق حالة من الفوضى.»[52]
- الفلبين: أدان الرئيس بينيجنو أكوينو الثالث ويكيليكس والوثائق المسربة المتعلقة بدولته، قائلاً إنها يمكن أن تؤدي إلى حالات ضخمة من سوء الفهم.[53]
- الولايات المتحدة: بعد تسريب وثائق البرقيات الدبلوماسية الأمريكية في نوفمبر من عام 2010، شجبت وزيرة الخارجية الأمريكية هيلاري كلينتون المجموعة قائلةً «هذا الكشف عن المعلومات لا يعد هجومًا على مصالح السياسة الخارجية الأمريكية فحسب، بل إنه هجوم على المجتمع الدولي كله.»[54]

وقد عبر بيتر كينج رئيس لجنة الأمن القومي في مجلس النواب الأمريكي عن دعمه لموقف كلينتون من خلال وضع منظمة ويكيليكس ضمن قائمة "المنظمات الإرهابية الأجنبية"، وقد شرح هذا الموقف قائلاً: "
تمثل ويكيليكس خطرًا واضحًا ومعاصرًا على الأمن القومي للولايات المتحدة."
وفي بيان معارض، قال وزير الدفاع روبرت جيتس إن المخاوف حول عمليات الكشف «مفرطة» فيما يتعلق باحتمالية تأثيرها بشكل سلبي على الأنشطة الدبلوماسية العادية.
وقد ذكر فيليب جيه كراولي، وهو مساعد وزير الخارجية للشئون العامة في الثاني من ديسمبر 2010، إن وزارة الخارجية الأمريكية لا تعتبر ويكيليكس على أنها منظمة إعلامية. "
ويكيليكس ليست منظمة إعلامية. تلك هي وجهة نظرنا."، وذلك حسب ما جاء على لسان كراولي، وفيما يتعلق بأسانج، قال "حسنًا، يمكن أن يعتبر لاعبًا سياسيًا. أعتقد أنه فوضوي، إلا أنه ليس صحفيًا." 

وقد دعا عضو مجلس الشيوخ الأمريكي جو ليبرمان شركة أمازون إلى إغلاق أحد مواقع ويب ويكيليكس، وامتدح الشركة على القيام بذلك، كما دعا الشركات الأخرى إلى اتباع نفس الخطى.
كما اقترح كذلك وضع تشريع جديد يستهدف الحالات المشابهة - قانون تأمين المعلومات البشرية وفرض النشر القانوني،
والذي يطلق عليه اسم قانون SHIELD كذلك.
كما قال ليبرمان في وقت لاحق إن نيويورك تايمز وغيرها من المنظمات الإخبارية التي تنشر وثائق البرقيات الصادرة عن سفارات الولايات المتحدة والتي تسربها ويكيليكس يمكن أن تخضع للتحقيق بسبب انتهاك قوانين الجاسوسية الأمريكية.
وبعد تلك التصريحات، طمأن السفير الأمريكي في أستراليا الحكومة والشعب الأستراليين إلى أن «المخاوف التي لدينا لا تتركز على جوليان أسانج، ويجب ألا تتركز عليه مطلقًا»

## الرأي العام
- أستراليا: أظهر استطلاع رأي أجرته UMR Research في ديسمبر من عام 2010 أن أغلبية الأستراليين ضد الموقف الحكومي الرسمي من منظمة ويكيليكس. وتظهر النتائج المعتمدة على استطلاع رأي ألف فرد أن 59% منهم يدعمون إجراء ويكيليكس بنشر البرقيات، في حين أن 25% منهم يعارضون ذلك الإجراء. وقد تم عمل استطلاع الرأي ذلك بعد عدة أسابيع من التسريب المبدئي للبرقيات. كما تعرض استطلاع الرأي كذلك لأمور تتعلق بجوليان أسانج، حيث أظهرت النتائج النظرة الإيجابية له.[63]
- ألمانيا: حسب استطلاع رأي هاتفي لعدد 1004 من السكان الألمان الذين أعمارهم 18 عامًا أو أكثر، وتم عمله في نهاية نوفمبر لصالح شبكة البث الألمانية العامة ARD، أظهر أن الأغلبية بنسبة 53% تعارض ويكيليكس، في حين أن 43% يعضدون بصفة عامة المنظمة. وعندما سئلوا عن تسريب البرقيات الدبلوماسية الأمريكية على وجه الخصوص، فإن الثلثين تقريبًا (65%) منهم رأوأ أن هذه الوثائق يجب ألا يتم نشرها، مقارنة بنسبة 41% منهم وافق على ضرورة نشرها للعامة.[64]
- باكستان: كشف استطلاع رأس غالوب الذي تم عمله في ديسمبر من عام 2010 أن 52% من الباكستانيين يرون أن «أمريكا ذاتها هي التي قامت بنشر الوثائق بشكل عمدي لخلق حالة من الاضطراب والقلق»، في حين أن 24% منهم يرون عكس ذلك، في حين أن 24% لم يقوموا بالرد على استطلاع الرأي.[65]
- المملكة المتحدة: كشف استطلاع رأي أجرته سي إن إن على عينة من 2010 شخصًا بريطانيًا في ديسمبر عام 2010 أن الأغلبية توافق على أن منظمة ويكيليس كانت محقة فيما يتعلق بنشر البرقيات، بنسبة 42% موافقة إلى 33% رفض. أما نسبة 25% المتبقية فلم تعبر عن موقف محدد. ووفقًا لنفس الاستطلاع، فإن 41% من البريطانيين يرون أنه يجب ألا تتم مقاضاة أسانج بسبب تسريب البرقيات الدبلوماسية السرية، في حين أن 30% منهم يرغبون في محاكمته. ويرى تقريبًا نصف المشاركين (44%) أن التهم الجنسية الموجهة ضد أسانج ما هي إلا «حجة» للقبض عليه حتى تتمكن حكومة الولايات المتحدة من مقاضاته بسبب نشره للبرقيات الدبلوماسية السرية، في حين أن 13% فقط لا يوافقون على ذلك. وبغض النظر عن ذلك، فإن نصف البريطانيين تقريبًا ذكروا أن حكومتهم يجب أن ترسل أسانج إلى السويد من أجل الخضوع للتحقيق. وفي غالب الأمر، فإن الأغلبية من كبار السن عارضوا ويكيليكس. ففي حين أن 42% من الأشخاص الذين يصل عمرهم إلى 65 عامًا أو أكثر يرون أنه يجب أن تتم محاكمة أسانج بسبب تسريب تلك البرقيات الدبلوماسية السرية، فإن 21% فقط من الأشخاص الذين تتراوح أعمارهم بين الخامسة والعشرين والرابعة والثلاثين يوافقون على نفس هذا الرأي.[66]
- الولايات المتحدة: حسب استطلاع رأي هاتفي لعدد 1029 من السكان الأمريكيين الذين تصل أعمارهم إلى 18 عامًا أو أكثر، وأجراه معهد ماريست للرأي العام (Marist Institute for Public Opinion) في ديسمبر عام 2010، فإن 70% من المشاركين الأمريكيين، خصوصًا من المنتمين إلى الحزب الجمهوري وكبار السن، يرون أن تلك التسريبات تسبب ضررًا أكبر من الفائدة التي تسببها من خلال إعطاء الفرصة لأعداء حكومة الولايات المتحدة لرؤية المعلومات السرية والخاصة حول السياسة الخارجية الأمريكية. وعلى وجه التقريب، فإن 22%، خصوصًا الشباب من المتحررين، يرون أن التسريبات تفيد أكثر مما تضر، من خلال جعل الحكومة الأمريكية أكثر شفافية وأكثر تعرضًا للمحاسبة. كما ترغب الأغلبية بنسبة 59% منهم في مقاضاة الأشخاص خلف منظمة ويكيليكس، في حين أن 31% منهم رأوا أن نشر الأسرار محمي بموجب التعديل الدستوري الأول الذي يضمن حرية الصحافة.